# 닥치고 꽃미남 밴드
《닥치고 꽃미남 밴드》(약칭 : 닥꽃밴)는 2012년 1월 3일부터 2012년 3월 20일까지 방영된 tvN의 tvN 월화 드라마로 상류층 학교로 전학 온 재개발 지역 출신 고등학생 락밴드 "안구정화" 멤버들의 성장스토리를 담은 청춘 드라마다.

## 개요
이 드라마는 일찍이 꽃미남 라면가게의 후속작으로 알려져 "꽃미남"이라는 키워드와 함께 많은 여성 시청자들의 기대를 받은 작품이다. 주연급들의 캐스팅을 알리며 제작진은 “드라마 제목처럼 각기 다른 매력을 지닌 꽃미남들이 총출동한다”고 전했다. 또한 일찍이 슈퍼스타 K 3에 출연했던 김민석과 김예림의 출연도 시청자들을 궁금케 만들었다.
2012년 1월 25일에 열렸던 제작발표회는 성준, L, 이현재, 유민규, 김민석, 정의철, 조보아 등의 배우가 함께 한 자리였다. 이 자리에서 드라마의 연출을 맡은 이권 감독은 기존의 신데렐라 이야기 같은 "판타지"가 주제인 기존의 "꽃미남" 드라마들과는 다르게 이 드라마는 "10대가 꿈을 현실화시키기 위한 성장과정"에 초점을 맞추고자 하였다며 이 드라마만의 차이점을 설명했다.

## 등장 인물

### 안구정화
- 이민기 - 주병희 역 (특별출연): 20세, "안구정화"의 리드 보컬.
- 성준 - 권지혁 역: 18세, "안구정화"의 리더이자 기타리스트.

- 김명수 - 이현수 역: 18세, "안구정화"의 기타리스트.
- 이현재 - 장도일 역: 18세, "안구정화"의 드러머.
- 유민규 - 김하진 역: 18세, "안구정화"의 베이시스트.
- 김민석 - 서경종 역: 18세, "안구정화"의 키보디스트.

### 스트로베리 필즈
- 정의철 - 유승훈 역: 18세, 정상고 2학년. "스트로베리 필즈"의 리더이자 피아니스트.
- 곽정욱 - 정마로 역: 18세, 정상고 2학년. "스트로베리 필즈"의 기타리스트.
- 김현준 - 박표주 역: 18세, 정상고 2학년. "스트로베리 필즈"의 베이시스트.

### 여성출연자들
- 조보아 - 임수아 역: 18세, 정상고 2학년. 뮤즈.
- 김정민 - 방우경 역: 19세, "안구정화" 서포터즈.
- 정지안 - 조더미 역: 18세, 정상고 2학년. 수아 단짝.
- 김예림 - 예림 역: 19세, 뮤즈.

### 그 외 인물
- 동현배 : 샤크파두목 역
- 김C : 락킴 역
- 염정아 : 지혁의 어머니 역
- 류성훈 : 도일부하 덩치 역
- 손상현 : 도일부하 덩치 역
- 박대규 : 기자 회견 기자 역
- 유준홍 : 샤크파 1 역
- 김기석 : 클럽 매니저 역
- 우도환
- 이재학
- 남태부
- 김유한
- 마동석 : 실바(김수복) / 학생주임 역

## 방송
| 회차 | 방송일          |
| ---- | --------------- |
| E01  | 2012년 1월 30일 |
| E02  | 2012년 1월 31일 |
| E03  | 2012년 2월 6일  |
| E04  | 2012년 2월 7일  |
| E05  | 2012년 2월 13일 |
| E06  | 2012년 2월 14일 |
| E07  | 2012년 2월 20일 |
| E08  | 2012년 2월 21일 |
| E09  | 2012년 2월 27일 |
| E10  | 2012년 2월 28일 |
| E11  | 2012년 3월 5일  |
| E12  | 2012년 3월 6일  |
| E13  | 2012년 3월 12일 |
| E14  | 2012년 3월 13일 |
| E15  | 2012년 3월 19일 |
| E16  | 2012년 3월 20일 |
| E17  | 2012년 3월 26일 |

- 홍콩: HKTV.
- 일본: BS Japan.
- 중화민국: GTV.
- 칠레: 비아엑스, 비아엑스2.

## 동시간대 경쟁 프로그램
- 빠담빠담… 그와 그녀의 심장박동소리 (JTBC)
- 신드롬 (JTBC)
- 컬러 오브 우먼 (채널A)
- 한반도 (TV조선) - 이하 오후 9시대 종합편성채널 드라마
- 드림하이 2 (KBS 2TV)
- 빛과 그림자 (MBC)
- 샐러리맨 초한지 (SBS) - 이하 오후 10시대 지상파 드라마